# De'voreaux White
De'voreaux White, pseudonimo di Devorea W. Sefas (Los Angeles, 6 agosto 1965), è un attore statunitense.

## Filmografia parziale

### Cinema
- The Blues Brothers - I fratelli Blues (The Blues Brothers), regia di John Landis (1980)
- Per fortuna c'è un ladro in famiglia (Max Dugan Returns), regia di Herbert Ross (1983)
- Le stagioni del cuore (Places in the Heart), regia di Robert Benton (1984)
- Action Jackson, regia di Craig R. Baxley (1988)
- Trappola di cristallo (Die Hard), regia di John McTiernan (1988)
- Boxe (Split Decisions), regia di David Drury (1988)
- I trasgressori (Trespass), regia di Walter Hill (1992)

### Televisione
- I Jefferson (The Jeffersons) - serie TV (1977)
- La casa nella prateria (Little House on the Prairie) - serie TV (1979-1981)
- Quincy (Quincy, M.E.) - serie TV (1981)
- T.J. Hooker - serie TV (1982)
- Il mio amico Arnold (Diff'rent Strokes) - serie TV (1983-1984)
- Autostop per il cielo (Highway to Heaven) - serie TV (1985)
- 227 - serie TV  (1986)
- L'ispettore Tibbs (In the Heat of the Night) - serie TV (1989)
- Segni particolari: genio (Head of the Class) - serie TV (1989-1991)
- Workaholics - serie TV (2014)

## Doppiatori italiani
Nelle versioni in italiano delle opere in cui ha recitato, De'voreaux White è stato doppiato da:
- Massimiliano Manfredi in La casa nella prateria
- Pino Ammendola in Trappola di cristallo
- Corrado Conforti ne I trasgressori